# 銀河境界線
《銀河境界線》是由广州位面信息科技有限公司旗下的Etherous Game工作室，于2019年11月立项并投入研发的一款太空歌剧题材的策略回合制角色扮演遊戲。

## 遊戲運營

### 中國大陸
2020年3月31日，位面信息提交的《銀河境界線》軟件著作權登記申請，被中國版權保護中心批准。
2020年6月5日，《銀河境界線》在TapTap平台開啟遊戲預約，開放預約當日便登上預約榜榜首，官方為此舉辦了慶祝活動。
2020年12月18日，《銀河境界線》官方宣佈於2021年1月1日至1月3日，進行代號為“2154星門開啟”的首次限量不計費刪檔測試。
2021年10月29日至31日，《銀河境界線》參加2021年第十四屆中國國際漫畫節动漫游戏展。
2022年8月19日，《銀河境界線》官方宣佈於2022年9月15日10時至9月30日10時，進行代號為“2714回聲作戰”的二次限量不計費刪檔測試，同時還發佈了二測宣傳PV。
2023年2月10日晚間，國家新聞出版署发布2023年2月國產網絡遊戲審批信息，該份名單顯示《銀河境界線》在列。同時《銀河境界線》官方在各社交賬號告知版號通過的消息。
2024年3月20日，《銀河境界線》官方在官網及各社交賬號發出公告，從2024年5月22日11時關閉服務器，停止運營的消息。

## 《銀河境界線》合作畫師維權事件
2022年7月27日，《使命召喚18》發佈介紹新版本視頻當中，其中一個薩摩耶形象的皮膚設計，被網友發現，與《銀河境界線》中的遊戲角色“雪風”相比非常相似，被認為疑似抄襲。
由於詢問這件事情網友越來越多，《銀河境界線》官方也在2022年7月31日，通過使用其開設在各社群平台賬號，同時發佈公告，對此事進行說明。
“雪風”的原作者sail_lin在得知此事後，也立即在微博和推特發佈中文及英文的聲明，並郵件通知動視暴雪要求其給出合理解釋。作者聲明中說明該角色設計的由來，並強調該角色早在2020年1月就已獨家授權給广州位面信息在遊戲中使用，銀河境界線的角色並非抄襲。

## 外部鏈接
- 官方网站（简体中文）